# 방사관
방사관 (corana radiata)은 난포세포더미(또는 난구. cumulus oophorus)의 가장 안쪽 층이며 난자의 내부 보호 당단백질 층인 투명대(또는 투명띠 또는 투명층. zona pellucida)에 직접 인접해 있다.

## 같이 보기
- 대뇌부챗살 (corona radiata)
- 발생학